# 피자
피자(영어: /ˈpiːtsə/, it; nap)는 이탈리아 요리, 특히 나폴리 요리로, 일반적으로 밀가루로 만든 도우 위에 토마토, 치즈 및 기타 재료를 얹어 높은 온도에서 굽는 납작한 형태의 요리이며, 전통적으로는 나무 연료 오븐을 사용한다.
"피자"라는 단어는 서기 997년, 이탈리아 남부 캄파냐와 경계를 접한 라치오의 가에타 마을에서 나온 라틴어 문서에 처음 기록되었다. 라파엘레 에스포시토는 종종 나폴리에서 현대 피자를 만든 것으로 알려져 있다. 2009년, 나폴리 피자는 유럽 연합에 전통 특산품 보증 요리로 등록되었고, 2017년 유네스코는 나폴리 피자 만들기를 무형문화유산 목록에 포함했다.
피자와 그 변형은 세계에서 가장 인기 있는 음식 중 하나이다. 피자는 피자리아(피자 전문점), 지중해 요리 식당, 피자 배달, 길거리 음식 등 다양한 곳에서 판매된다. 이탈리아에서는 식당에서 나오는 피자는 자르지 않고 나이프와 포크를 사용해 먹는다. 그러나 캐주얼한 환경에서는 일반적으로 잘라 핑거 푸드로 손에 들고 먹는다. 피자는 또한 식료품점에서 냉동 식품 또는 자가 조립 키트 등 다양한 형태로 판매된다. 가게에서 산 피자는 집에서 오븐에 조리한다.
2017년 세계 피자 시장 규모는 US$1,280억 달러였으며, 미국에서는 76,000개의 피자리아에 걸쳐 440억 달러였다. 전반적으로 2세 이상 미국 인구의 13%가 매일 피자를 소비했다.

## 어원
"피자"라는 단어의 가장 오래된 기록 사용은 서기 997년 5월에 있었던 것으로 여겨지며, 당시 비잔틴 제국의 일부였던 가에타 마을의 공증 라틴어 문서인 Codex diplomaticus Caietanus에 나타난다. 이 문서는 특정 재산의 세입자가 가에타 주교에게 크리스마스에 매년 duodecim pizze(직역: 피자 12개), 돼지 어깨와 신장 하나, 그리고 부활절에 매년 피자 12개와 닭 두 마리를 바쳐야 한다고 명시한다.
제안된 어원에는 다음이 포함된다:
- 비잔틴 그리스어와 후기 라틴어 pitta > pizza, cf. 현대 그리스어 피타 빵과 아풀리아 및 칼라브리아(당시 비잔틴 이탈리아) pitta[17](오븐에서 높은 온도로 굽는 둥글고 납작한 빵으로 때때로 토핑이 올라감) pitta라는 단어는 다시 고대 그리스어 πικτή (pikte), '발효 페이스트리'에서 유래할 수 있으며, 이는 라틴어에서 picta가 되었거나, 고대 그리스어 πίσσα (pissa, 아티카: πίττα, pitta), '타르',[18][19] 또는 πήτεα (pḗtea), '밀기울' (πητίτης, pētítēs, '밀기울 빵')에서 유래할 수 있다.[20]
- 이탈리아어 어원 사전은 방언인 pinza, '집게'에서 유래했으며, 현대 이탈리아어 pinze, '플라이어, 집게, 펜치, 핀셋'과 관련이 있다고 설명한다. 이 단어는 라틴어 pinsere, '찧다, 찍다'에서 유래했다.[21]
- 롬바르드어 단어 bizzo 또는 pizzo는 '한 입'을 의미하며(영어 단어 bit 및 bite와 관련이 있음), 서기 6세기 중반 침입한 롬바르드인에 의해 이탈리아에 전래되었다.[2][22] b→p 변화는 고지 독일어 자음 이동으로 설명될 수 있으며, 이와 관련하여 독일어 단어 Imbiss가 '간식'을 의미한다는 점에 주목할 만하다.

작은 피자는 때때로 pizzetta라고 불린다. 피자를 만드는 사람은 pizzaiolo로 알려져 있다.
"피자"라는 단어는 1930년대에 이탈리아어에서 영어로 차용되었다. 널리 알려지기 전에는 영어 화자들에게 "토마토 파이"라고 불렸다. 일부 지역의 피자 변형은 여전히 토마토 파이라는 이름을 사용한다.

## 역사

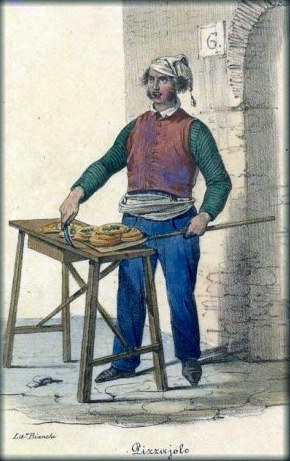
나폴리의 pizzaiolo 삽화(1830년)

피자와 유사한 음식의 기록은 고대 역사 전반에서 찾아볼 수 있다. 기원전 6세기, 아케메네스 제국의 다리우스 1세 치하의 페르시아인 군인들은 전투 방패 위에 치즈와 대추야자를 얹은 플랫브레드를 구웠고, 고대 그리스인들은 빵에 기름, 허브, 치즈를 곁들였다. 피자와 유사한 음식에 대한 초기 언급은 아이네이스에서 나타나는데, 하피의 여왕 첼레노가 트로이아인들이 굶주림 때문에 식탁을 먹어야 할 때까지 평화를 찾지 못할 것이라고 예언한다(제3권). 제7권에서 아이네이아스와 그의 부하들은 조리된 채소를 얹은 둥근 케이크(피타 빵과 같은)를 포함한 식사를 제공받는다. 그들이 빵을 먹을 때, 이것이 첼레노가 예언한 "식탁"이라는 것을 깨닫는다. 2023년, 고고학자들은 폼페이에서 피자 모양의 음식이 은쟁반에 다른 식료품과 함께 그려진 벽화를 발견했다. 이탈리아 문화부 장관은 이것이 "현대 요리의 먼 조상일 수 있다"고 말했다. "피자"라는 단어의 첫 언급은 라틴어로 작성된 서기 997년의 가에타 공증 문서에서 나온 것으로 보이며, 크리스마스에 "피자 12개, 돼지 어깨살, 돼지 신장 하나, 부활절에 피자 12개와 닭 두 마리"를 지불하도록 요구한다.
현대 피자는 18세기 또는 19세기 초 이탈리아 나폴리에서 유사한 플랫브레드 요리에서 발전했다. 그 전까지 플랫브레드는 종종 마늘, 소금, 라드, 치즈와 같은 재료로 토핑되었다. 토마토가 처음 추가된 시기는 불확실하며 많은 상충되는 주장들이 있지만, 확실히 16세기와 콜럼버스 교환 이전일 수는 없다. 피자는 1830년경까지 노점과 피자 빵집에서 판매되었으며, 이후 나폴리의 피자리아들은 고객이 앉아서 피자를 먹을 수 있는 stanze를 갖추기 시작했다.
널리 알려진 전설에 따르면, 전형적인 피자인 마르게리타 피자는 1889년에 카포디몬테 왕궁이 방문하는 마르게리타 왕비를 기리기 위해 나폴리의 pizzaiolo (피자 메이커) 라파엘레 에스포시토에게 피자를 만들어달라고 의뢰했을 때 발명되었다고 한다. 그가 만든 세 가지 다른 피자 중에서 왕비는 이탈리아의 국기 색깔인 빨강(토마토), 하양(모차렐라), 초록(바질)로 감싸인 피자를 강하게 선호했다. 이 종류의 피자는 왕비의 이름을 따서 명명되었으며, 왕비의 "수석 시종"의 공식 인증 편지는 오늘날까지 에스포시토의 가게(현재 피자리아 브란디라고 불림)에 전시되어 있다. 이후 연구에 따르면 이 전설은 의문이 제기되었는데, 인증 편지의 진위성에 의문을 제기하고 당시 언론에 왕비의 방문에 대한 보도가 없었으며, 이 이야기와 마르게리타라는 이름이 1930년대-1940년대에 처음 홍보되었다는 점을 지적했다.
피자는 19세기 말 이탈리아 이민자들에 의해 미국에 전해졌고, 이들이 집중된 지역에서 처음 등장했다. 미국 최초의 피자리아인 롬바르디스는 1905년 뉴욕시에 문을 열었다. 동부에서 서부로 이주한 이탈리아계 미국인들은 이 요리를 가져갔고, 그곳에서 미국 버전이 세계 다른 지역으로 수출되었다.
Associazione Verace Pizza Napoletana(직역: 진짜 나폴리 피자 협회)는 전통적인 나폴리 피자를 홍보하기 위해 1984년에 나폴리에 본부를 두고 설립된 비영리 단체이다. 2009년, 이탈리아의 요청에 따라 나폴리 피자는 유럽 연합에 전통 특산품 보증 (TSG) 요리로 등록되었고, 2017년에는 그 제조 기술이 유네스코의 무형문화유산 목록에 포함되었다.

## 준비
피자는 신선하거나 냉동 상태로, 통째로 또는 부분 조각으로 판매된다. 소스가 도우와 섞이는 것을 방지하고, 얼려서 재가열해도 딱딱해지지 않는 크러스트를 만드는 등 어려움을 극복하기 위한 방법들이 개발되었다. 익히지 않은 재료와 효모 없이 자연적으로 부풀어 오르는 크러스트를 가진 냉동 피자도 있다.
미국에서는 테이크 앤드 베이크 피저리아(take and bake pizzeria)에서 제공되는 다른 형태의 피자가 있다. 이 피자는 가게에서 조립된 후, 고객이 자신의 오븐에서 굽도록 익히지 않은 상태로 판매된다. 일부 식료품점에서는 신선한 도우와 함께 소스 및 기본 재료를 판매하여, 집에서 조립하여 오븐에서 구울 수 있도록 한다.

피자 준비
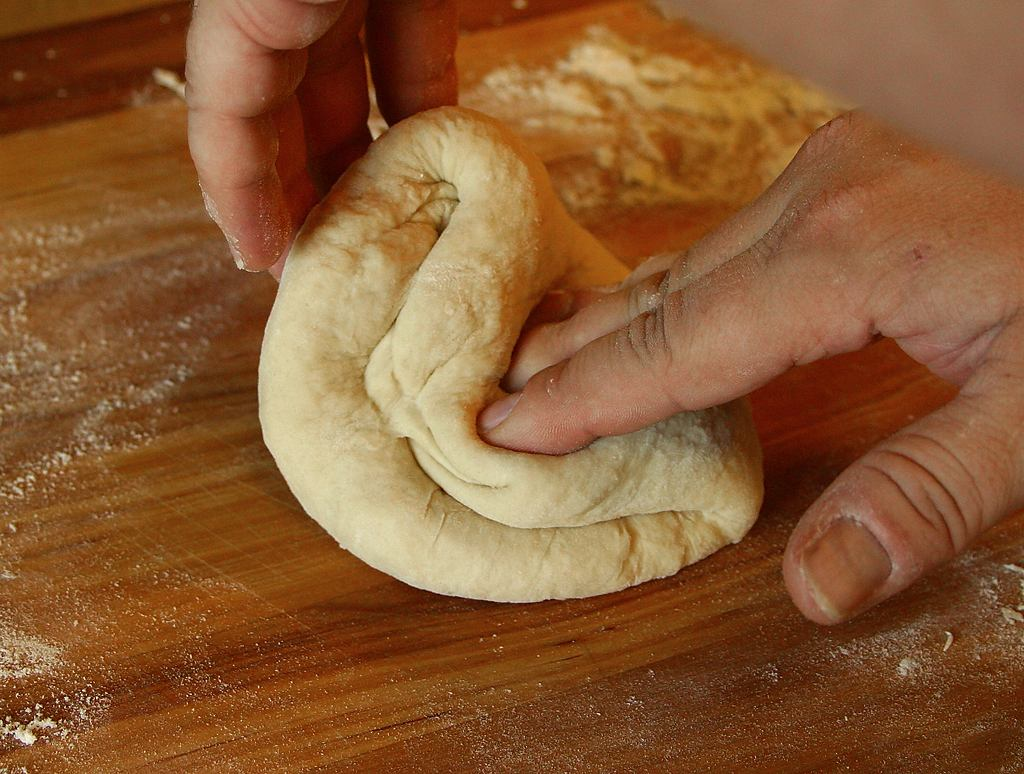
피자 도우를 반죽하여 그대로 두어 부풀도록 함
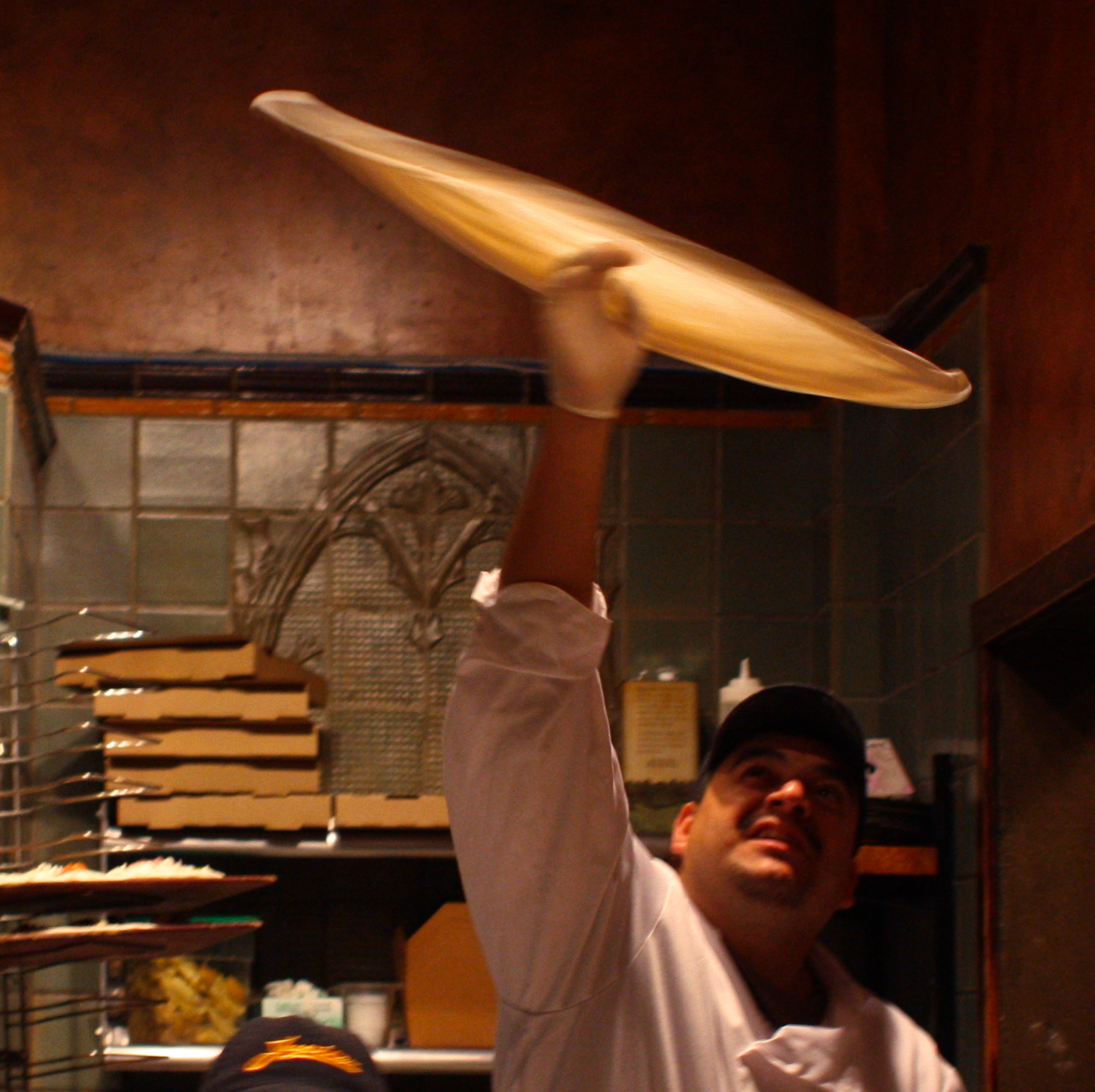
피자 도우를 던져서 늘이기
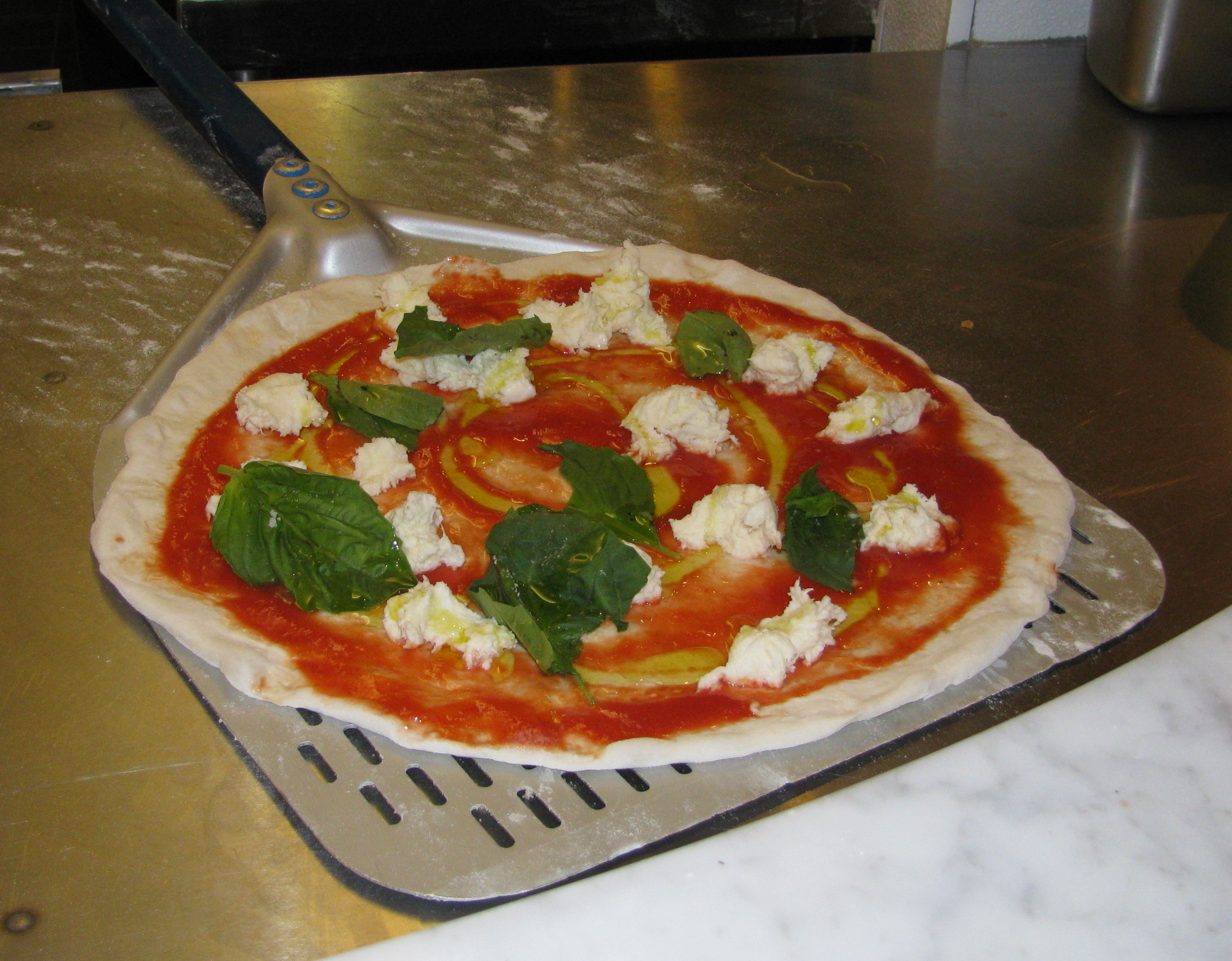
나폴리 피자를 오븐에 넣기 위해 금속 필(peel)에 놓은 모습
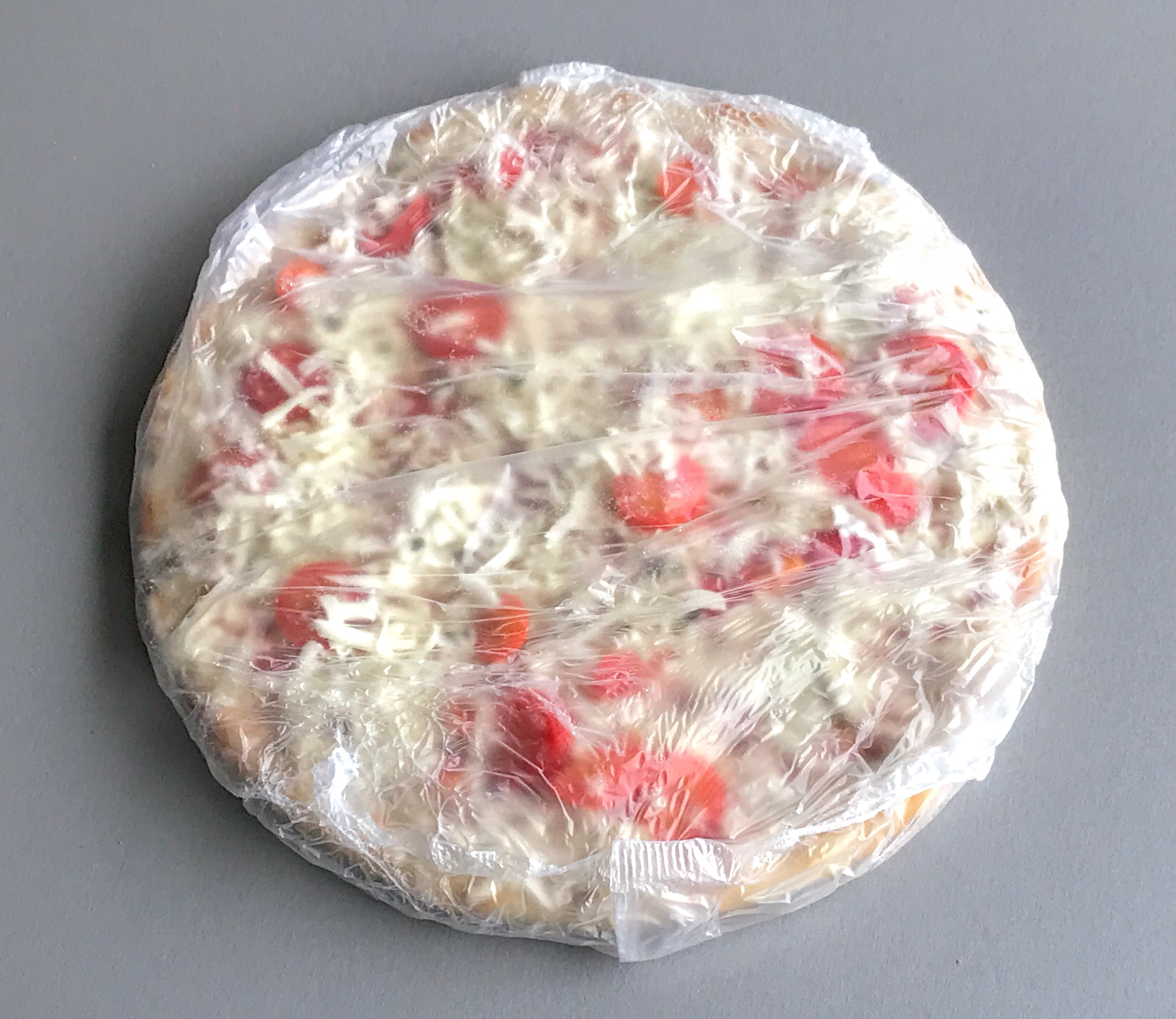
집에서 굽는 대량 생산 냉동 피자 포장 모습

### 굽기
식당에서는 열원 위에 벽돌을 사용한 오븐, 전기 데크 오븐, 컨베이어 벨트 오븐, 또는 전통적인 나무 또는 석탄 화덕에서 피자를 구울 수 있다. 피자는 긴 필에 밀어 넣어 오븐에 넣고 뜨거운 벽돌, 스크린(일반적으로 알루미늄으로 된 둥근 금속 그릴), 또는 오븐 표면에 직접 굽는다. 사용 전에 필에는 일반적으로 옥수수 가루를 뿌려 피자가 쉽게 미끄러지도록 한다. 집에서 만들 때는 일반 오븐에 피자 스톤을 사용하여 화덕의 일부 열 효과를 재현할 수 있다. 금속 표면에 직접 조리하면 열이 크러스트로 너무 빠르게 전달되어 타게 된다. 일부 가정 요리사는 일반적으로 야외에 설치되는 나무 연료 피자 오븐을 사용한다. 식당과 마찬가지로 이러한 오븐은 피자 오븐이 수세기 동안 그래왔듯이 균일한 열 분포를 위해 종종 돔 형태이다. 또 다른 변형은 구운 피자로, 바비큐 그릴에 직접 굽는다. 시칠리아 피자와 같은 일부 종류는 피자 오븐의 벽돌에 직접 굽는 대신 팬에 구워진다.
대부분의 식당에서는 표준 및 특수 제작된 피자 준비 테이블을 사용하여 피자를 조립한다. 피자 체인에 의한 피자의 대량 생산은 완전히 자동화될 수 있다.

피자 굽기
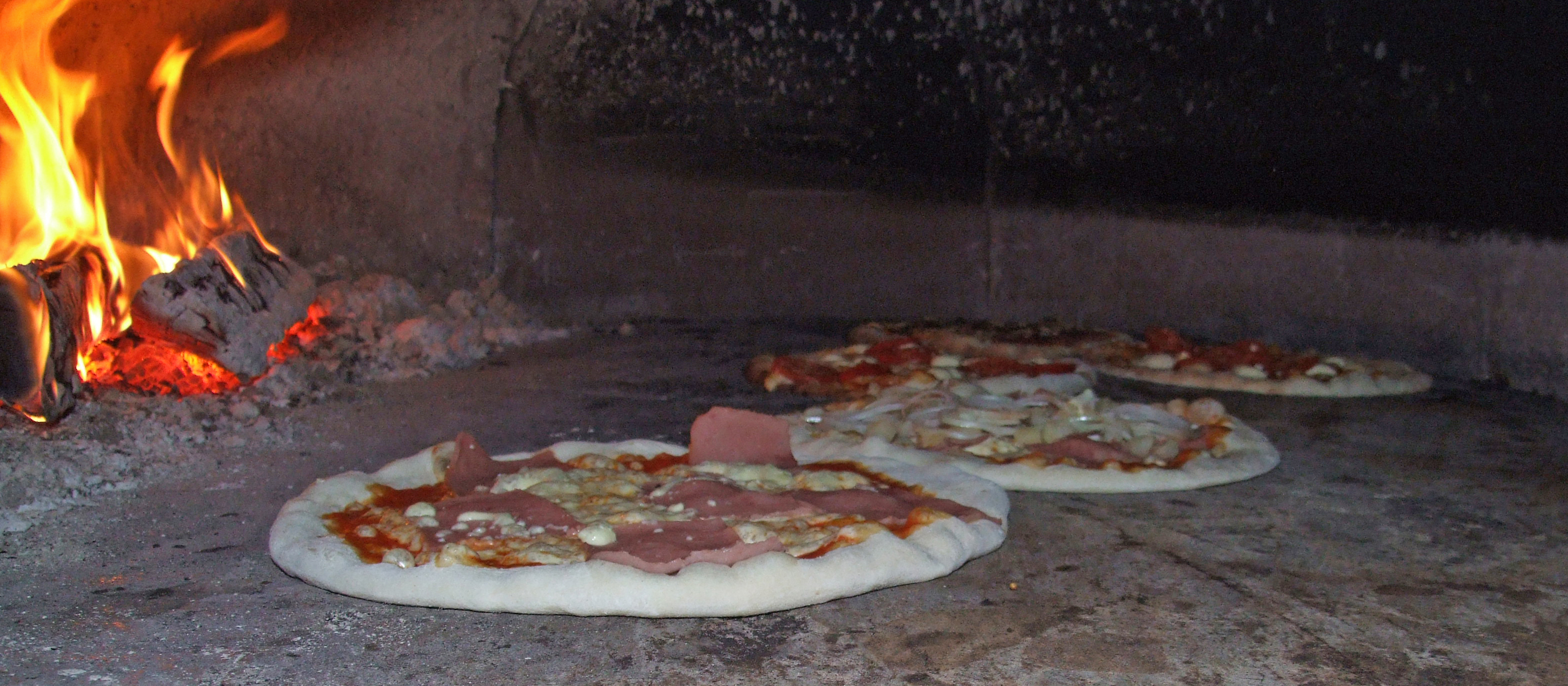
전통적인 나무 화덕에서 피자를 굽는 모습
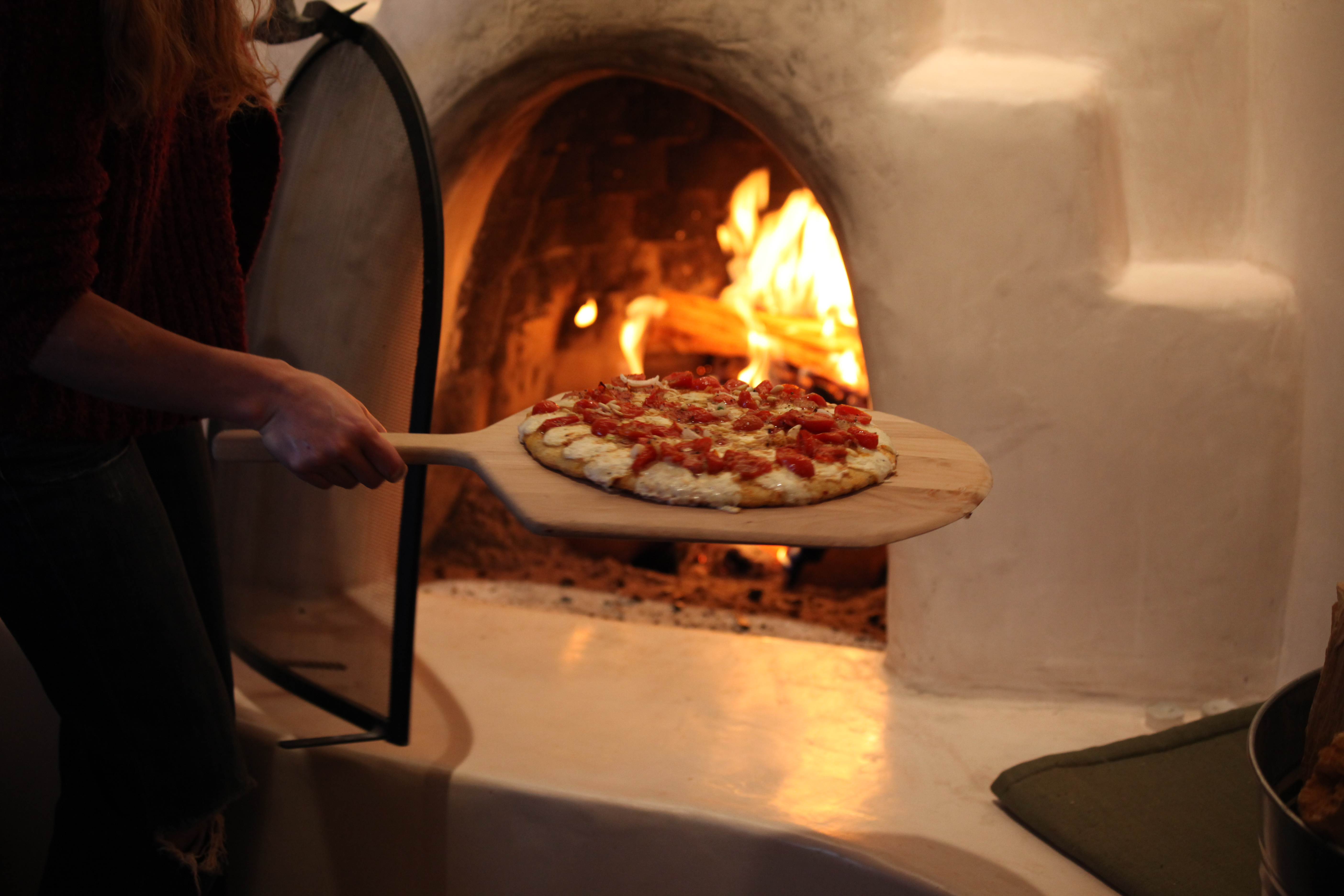
나무 필로 피자를 꺼내는 모습
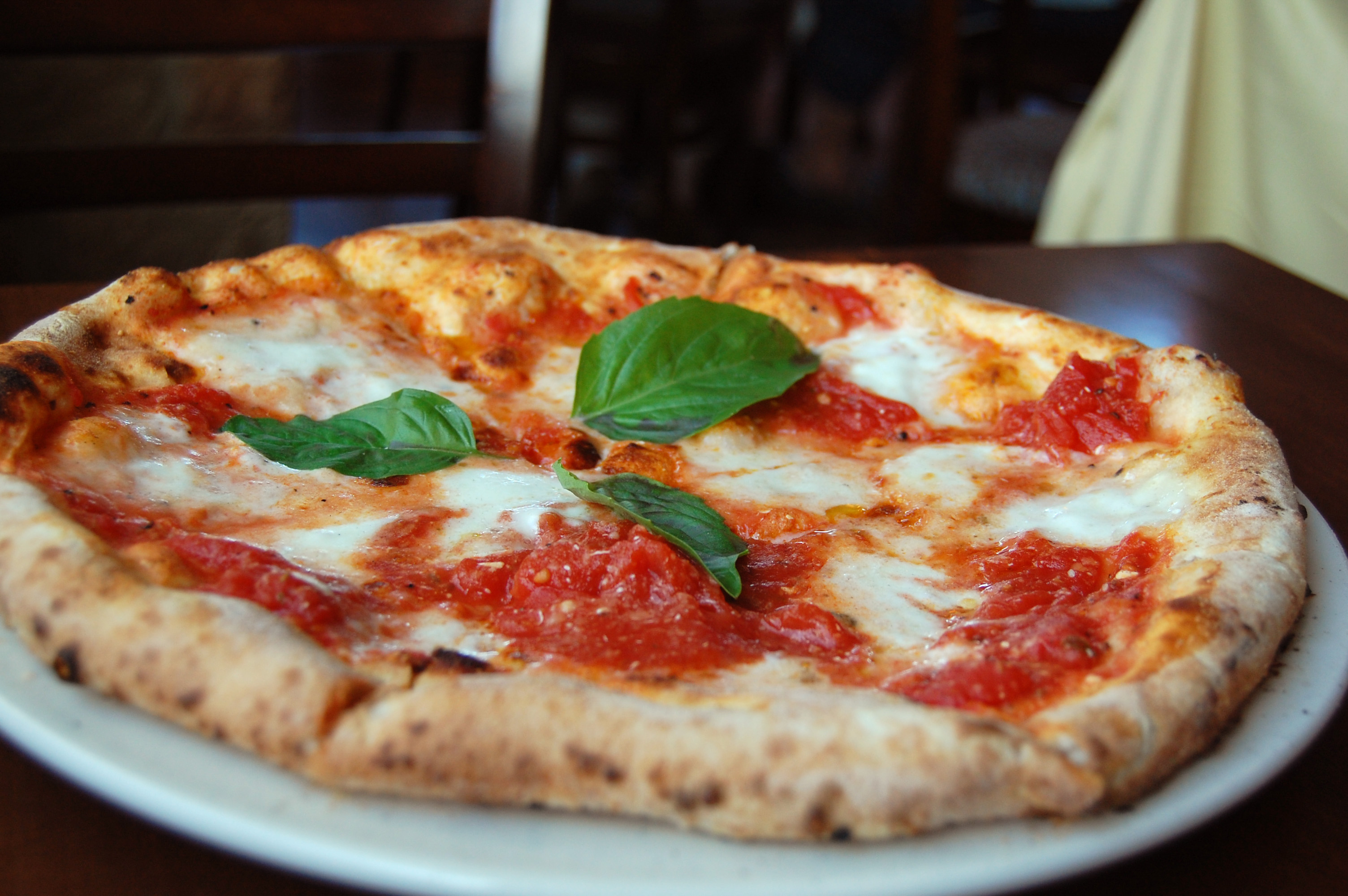
마르게리타 피자
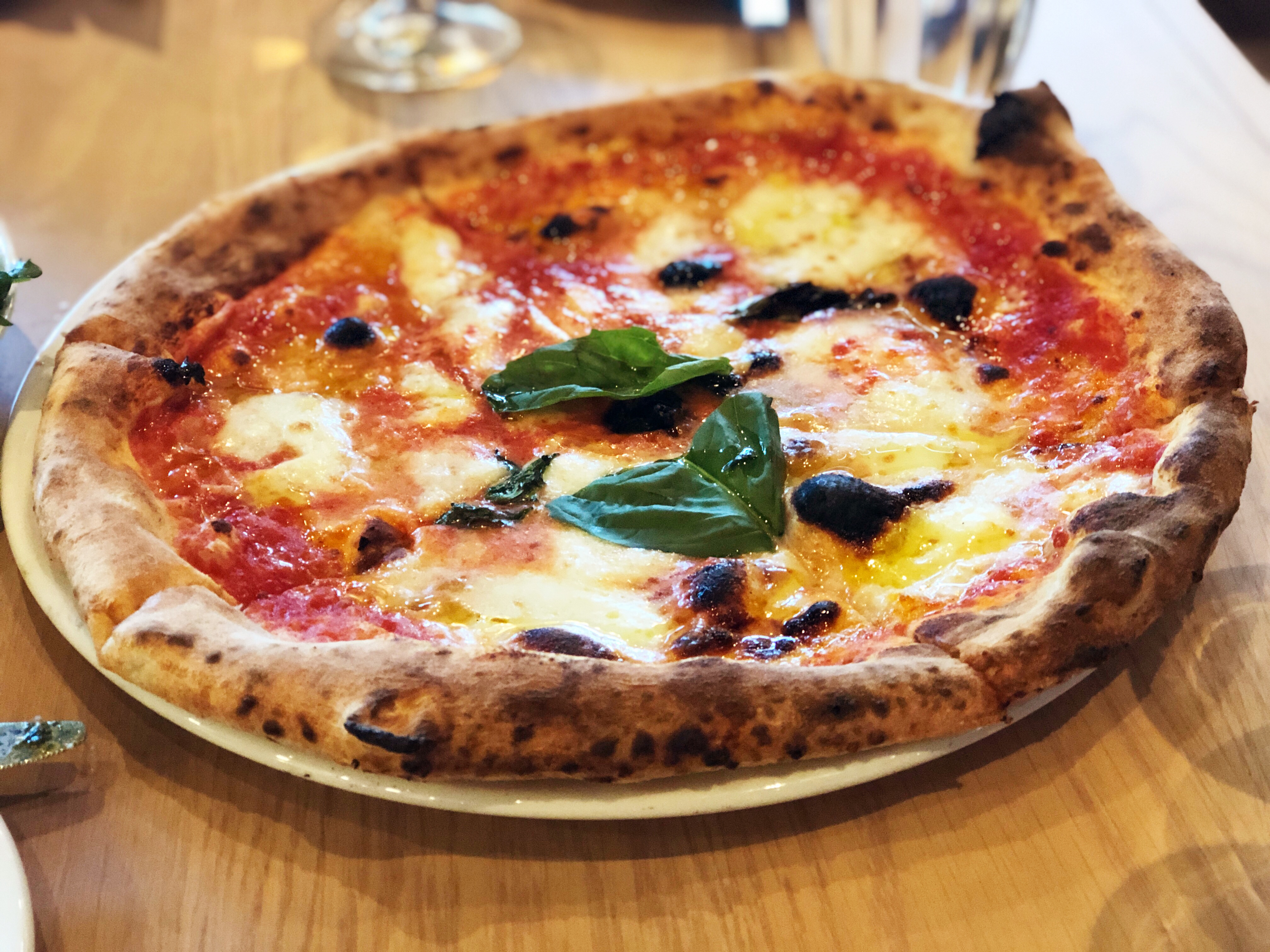
마르게리타 피자의 탄 크러스트 - 장인 피자에서 용납되는 특징
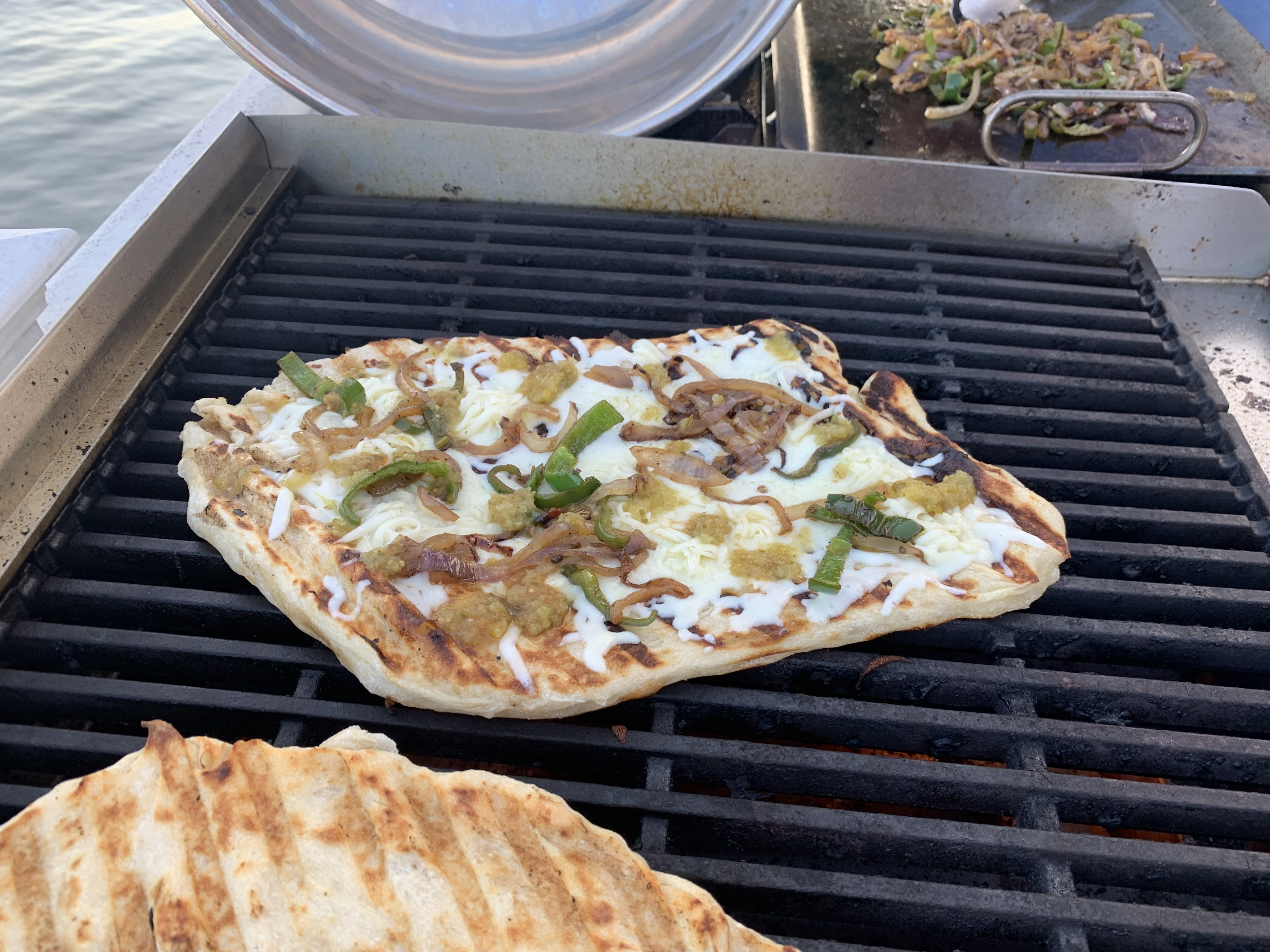
야외 가스 레인지에서 피자를 굽는 모습

### 크러스트
피자의 바닥을 "크러스트"라고 부르며, 일반적인 손으로 던지는 나폴리 피자처럼 얇거나 딥 디시 시카고 스타일처럼 두껍게 스타일별로 크게 다를 수 있다. 전통적으로는 아무것도 없지만, 마늘이나 허브로 맛을 내거나 치즈로 채워 넣을 수도 있다. 피자의 바깥쪽 가장자리를 때때로 cornicione라고 부른다. 일부 피자 도우에는 효모가 부풀어 오르고 크러스트의 갈변을 향상시키는 데 도움이 되도록 설탕이 포함되어 있다.

### 치즈
모차렐라는 피자에 흔히 사용되며, 나폴리 주변에서 생산되는 버팔로 모차렐라도 사용된다. 부라타, 고르곤졸라, 프로볼로네, 페코리노 로마노, 리코타, 스카모르차 등 다른 치즈도 사용된다. 갈변, 녹는성, 신축성, 일관된 지방 및 수분 함량, 안정적인 저장 수명과 같은 바람직한 품질을 생산하기 위해 대량 생산 피자를 위해 더 저렴한 가공 치즈 또는 치즈 유사체가 개발되었다. 이상적이고 경제적인 피자 치즈를 만들기 위한 이러한 탐구는 식용유, 제조 및 배양 공정, 변성된 유청 단백질, 기타 제조상의 변화의 영향을 분석하는 많은 연구와 실험을 포함했다. 1997년에는 미국에서 연간 피자 치즈 생산량이 1백만 미터톤 (1,100,000 쇼트톤)톤, 유럽에서는 100,000 미터톤 (110,000 쇼트톤)톤으로 추정되었다.

## 종류와 스타일
토핑 선택과 때로는 크러스트에 따라 정의되는 다양한 피자 종류가 많이 있다. 또한 제조 방법에 따라 정의되는 여러 스타일의 피자도 있다. 다음 목록은 저명한 것만 포함한다.

### 종류
| 사진 | 이름                   | 특징적인 재료                                                                                               | 기원                   | 첫 확인                                                                                   | 설명                                                                                                 |
| ---- | ---------------------- | --- | ---------------------- | ----------------------------------------------------------------------------------------- | --- |
|      | 마르게리타 피자        | 토마토, 모차렐라, 바질.                                                                                     | 나폴리, 이탈리아       | 1889년 6월                                                                                | 전형적인 나폴리 피자.                                                                                |
|      | 피자 마리나라          | 토마토 소스, 올리브 기름, 오레가노, 마늘. 치즈 없음.                                                        | 나폴리, 이탈리아       | 1734                                                                                      | 가장 오래된 나폴리 피자 중 하나.                                                                     |
|      | 피자 카프리초사        | 햄, 버섯, 아티초크, 달걀.                                                                                   | 로마, 라치오, 이탈리아 | 1937                                                                                      | 피자 쿼트로 스태지오니와 유사하지만 토핑이 혼합되어 있음.                                            |
|      | 피자 쿼트로 포르마지   | 네 가지 종류의 치즈 (it, '네 치즈'): 모차렐라, 고르곤졸라 및 지역에 따라 다른 두 가지 치즈를 사용하여 준비. | 라치오, 이탈리아       | 그 기원은 명확하게 문서화되지 않았지만, 18세기 초 라치오 지역에서 유래한 것으로 여겨진다. | |
|      | 피자 쿼트로 스태지오니 | 아티초크, 버섯, 햄, 토마토.                                                                                 | 캄파냐, 이탈리아       |                                                                                           | 토핑은 계절의 주기를 나타내는 네 구역으로 분리.                                                      |
|      | 해물 피자              | 어패류, 조개류, 오징어와 같은 해산물.                                                                       | 이탈리아               |                                                                                           | 하위 종류에는 pizza ai frutti di mare (치즈 없음) 및 pizza pescatore (홍합 또는 오징어 포함)가 있다. |

### 스타일
| 사진 | 이름                         | 특징 | 기원                     | 첫 확인       |
| ---- | ---------------------------- | --- | ------------------------ | ------------- |
|      | 칼조네                       | 피자를 반으로 접어 턴오버 스타일로 만듦.                                                                                                  | 나폴리, 이탈리아         | 1700년대      |
|      | 딥프라이 피자 (pizza fritta) | 피자를 굽는 대신 튀김으로 조리. | 나폴리, 이탈리아         |               |
|      | 피체타                       | 전채 또는 간식으로 제공되는 작은 피자. | 이탈리아                 |               |
|      | 캘리포니아 스타일 피자       | 비전통적인 재료, 특히 신선한 농산물을 사용하는 것으로 구별.                                                                               | 캘리포니아, 미국         | 1980          |
|      | 시카고 피자                  | 두꺼운 토핑층을 담는 높은 가장자리를 가진 팬에 구움. 크러스트는 때때로 치즈나 다른 재료로 채워 넣음.                                      | 시카고, 미국             | 1940년대c.    |
|      | 콜로라도 스타일 피자         | 두껍고 엮은 크러스트 위에 많은 양의 소스와 치즈를 올린 것으로 특징. 전통적으로 무게로 제공되며, 꿀을 곁들임.                              | 콜로라도, 미국           | 1973          |
|      | 디트로이트 피자              | 치즈는 가장자리까지 퍼져 높은 측면의 무거운 직사각형 팬에 접촉하여 캐러멜화되어 크러스트에 얇고 바삭한 가장자리를 제공.                   | 디트로이트, 미국         | 1946          |
|      | 뉴욕 피자                    | 나폴리에서 유래한 피자로, 특징적인 얇고 접을 수 있는 크러스트.                                                                            | 뉴욕 도시권 (및 그 이상) | 1900년대 초반 |
|      | 세인트루이스 스타일 피자     | 효모 없이 만든 얇고 크래커 같은 크러스트를 특징으로 하며, 일반적으로 프로벨 치즈를 사용하고, 웨지 대신 사각형 또는 직사각형으로 잘라낸다. | 세인트루이스, 미국       | 1945          |

### 기원 지역별

#### 이탈리아

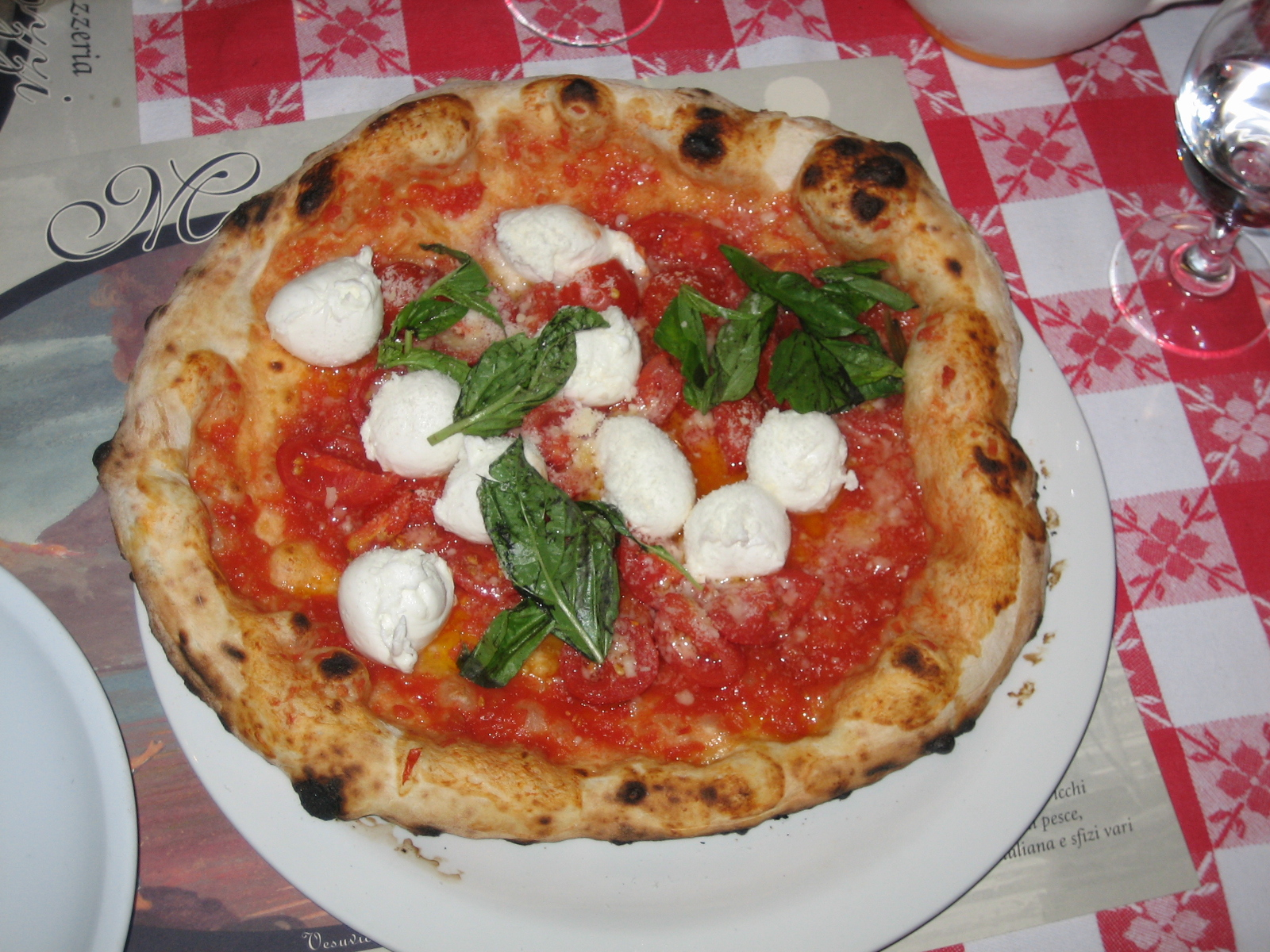
전통적인 마르게리타 피자의 재료 - 토마토 (빨강), 모차렐라 (하양), 바질 (초록) -은 이탈리아의 국기 색깔에서 영감을 받은 것으로 널리 알려진 전설.

진정한 나폴리 피자(이탈리아어: pizza napoletana)는 베수비오 산 남쪽 화산 평야에서 재배된 산마르자노 토마토와 캄파냐 및 라치오 습지에서 사육된 물소 우유로 만든 모차렐라 디 부팔라 캄파나 또는 피오르 디 라테로 만든다. 버팔로 모차렐라는 자체적인 유럽 보호 원산지 표시 (PDO)로 보호된다. 다른 전통 피자에는 가장 오래된 토마토 토핑 피자로 여겨지는 피자 마리나라와 모차렐라 치즈, 구운 햄, 버섯, 아티초크, 토마토로 준비되는 피자 카프리초사가 있다.
이탈리아에서 인기 있는 피자 변형은 시칠리아 피자로, 17세기 시칠리아에서 유래한 두꺼운 크러스트 또는 딥 디시 피자이다. 기본적으로 토마토 소스와 다른 재료로 토핑된 포카차이다. 1860년대까지 시칠리아 피자는 시칠리아, 특히 섬 서부 지역에서 주로 소비되는 피자 종류였다. 다른 변형 피자도 이탈리아 다른 지역에서 발견되며, 예를 들어 pizza al padellino 또는 pizza al tegamino는 토리노, 피에몬테에서 흔히 제공되는 작은 크기의 두꺼운 크러스트 딥 디시 피자이다.

#### 미국

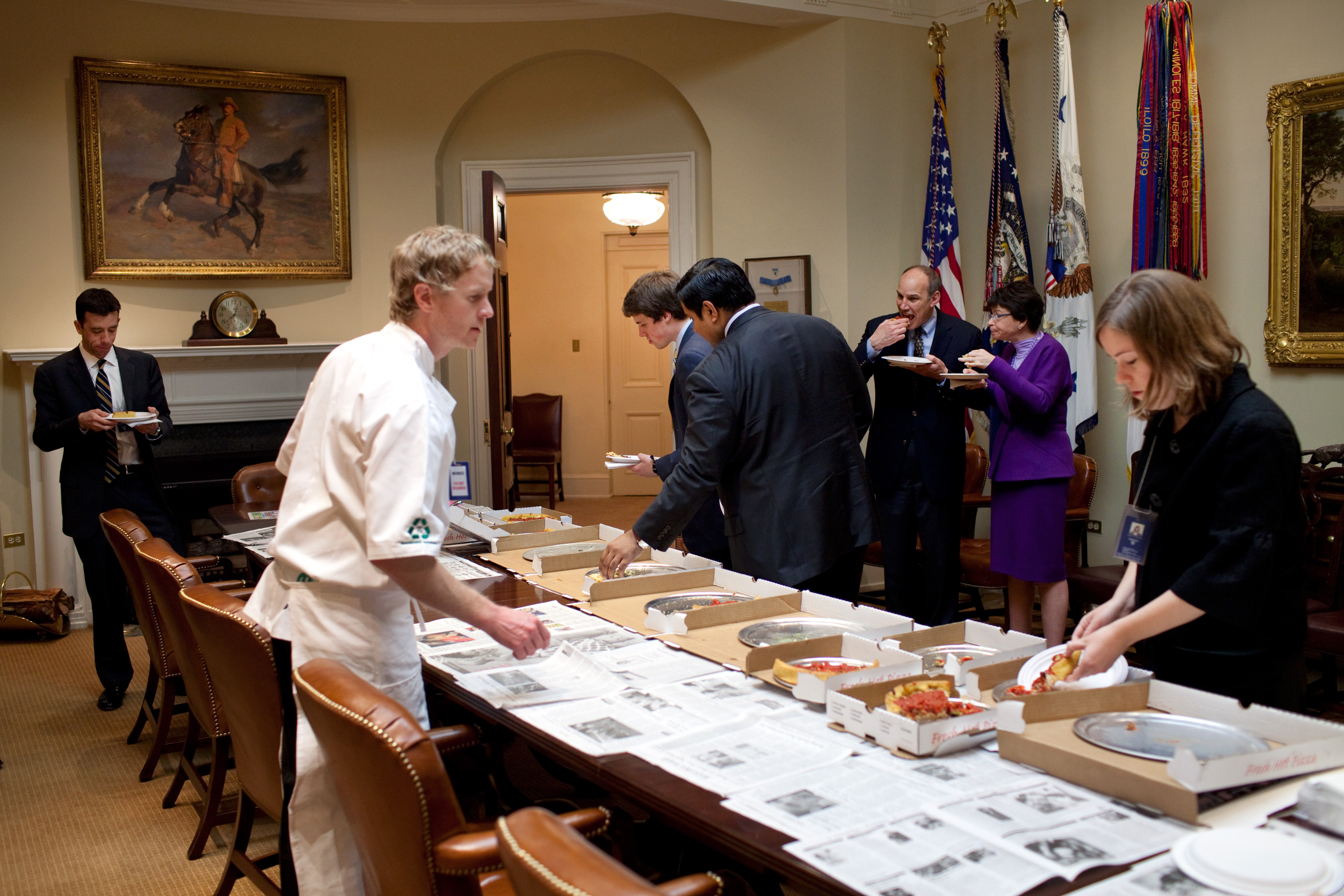
백악관의 루즈벨트 룸에서 시카고 스타일 피자가 제공된 피자 만찬 (2009)

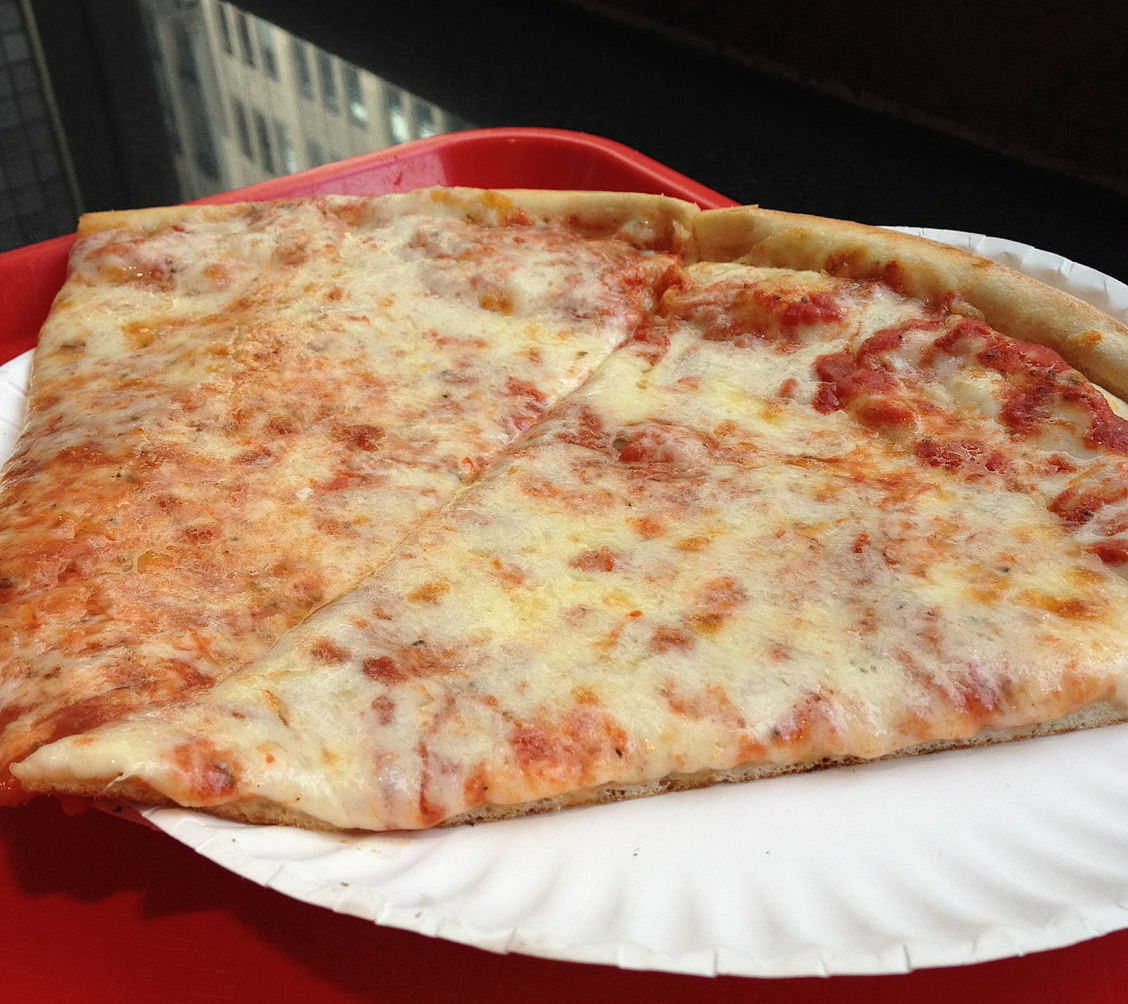
조각 피자의 뉴욕 스타일 피자 캐러멜화된 크러스트

미국 최초의 피자리아는 1905년 뉴욕시 리틀이털리에 문을 열었다. 미국에서 피자에 흔히 사용되는 토핑으로는 멸치, 갈은 소고기, 닭고기, 햄, 버섯, 올리브, 양파, 피망, 페퍼로니, 파인애플, 살라미, 소시지, 시금치, 스테이크, 토마토가 있다. 20세기에는 버팔로, 캘리포니아, 시카고, 디트로이트, 그리스, 뉴 헤이븐, 뉴욕, 세인트루이스 스타일을 포함한 독특한 지역 유형이 개발되었다. 이러한 지역적 변형에는 딥 디시, 스터프드, 포켓, 턴오버, 롤, 피자 온 어 스틱이 있으며, 각각 소스와 토핑의 무한한 조합이 가능하다.
미국 인구의 13%가 매일 피자를 소비한다. 도미노피자, 피자헛, 파파존스와 같은 피자 체인, 테이크 앤드 베이크 피저리아(take and bake pizzeria)의 피자, 슈퍼마켓의 냉장 또는 냉동 피자는 전국적으로 피자를 쉽게 구할 수 있도록 한다.

#### 아르헨티나

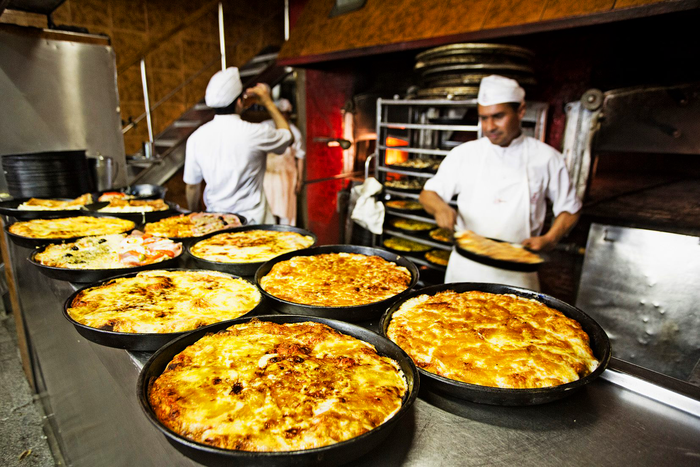
부에노스아이레스의 피자리아에서 준비 중인 전통 아르헨티나 피자 데 몰데

아르헨티나 피자는 특히 수도인 부에노스아이레스에서 아르헨티나 요리의 핵심을 이루며, 도시의 문화 유산이자 문화적 아이콘으로 간주된다. 아르헨티나는 주민 1인당 피자리아 수가 세계에서 가장 많은 국가이며, 전국적으로 소비되지만 피자리아와 소비자의 가장 높은 집중도는 부에노스아이레스에 있으며, 이 도시는 세계에서 가장 많은 피자를 소비하는 도시이다 (2015년 연간 1,400만 개로 추정). 따라서 이 도시는 피자의 세계 수도 중 하나로 간주된다. 이 요리는 19세기 말 이탈리아 이민자들에 의해 부에노스아이레스에 도입되었으며, 이는 더 광범위한 유럽 대규모 이민 물결의 일부였다. 따라서 이탈리아에서 상징적인 마르게리타 피자가 발명되던 시기에 이미 아르헨티나 수도에서 피자가 요리되고 있었다. 부에노스아이레스에 도착한 빈곤한 이탈리아 이민자들은 아르헨티나의 풍부한 음식에 힘입어 원래의 소박한 요리를 훨씬 더 푸짐한 주요리로 만들었다. 1930년대에 피자는 부에노스아이레스에서 문화적 아이콘으로 자리 잡았으며, 새로운 피자리아는 도시로 몰려드는 노동 계급 사람들의 사교를 위한 중심 공간이 되었다.
가장 특징적인 아르헨티나 피자 스타일은 - 부에노스아이레스의 거의 모든 클래식 피자리아가 전문으로 하는 - "pizza de molde" (스페인어로 '팬 피자')라고 불리며, "두껍고 스펀지 같은 바닥과 부풀어 오른 빵 같은 크러스트"가 특징이다. 오늘날 아르헨티나 피자의 전형적인 스타일로 여겨지는 이 스타일은 - 두꺼운 크러스트와 많은 양의 치즈를 특징으로 함 - 당시 번성했던 아르헨티나에서 더 풍부한 음식을 발견한 가난한 이탈리아 이민자들이 원래의 소박한 요리를 주요리에 적합한 훨씬 더 푸짐한 식사로 바꾸도록 동기 부여되었을 때 생겨났다. pizza de molde라는 이름은 도시에 피자 오븐이 없어서 제빵사들이 팬에 구워야 했기 때문에 붙여졌다. 제빵 판을 사용했기 때문에 아르헨티나 피자는 처음에는 정사각형 또는 직사각형이었으며, 이는 1920년대와 관련된 형태로 일부 클래식 피자리아, 특히 야채 피자, fugazzetas 또는 fugazzas에 여전히 유지되고 있다.
다른 아르헨티나 피자 스타일에는 상징적인 fugazza와 그 파생물인 fugazzeta 또는 fugazza con queso (피자리아에 따라 용어가 다름), 또는 pizza de cancha 또는 canchera (치즈 없는 변형)가 있다. 대부분의 피자 메뉴에는 전통적인 일반 모차렐라("muza" 또는 "musa"라고도 함), 나폴리 피자와 혼동되지 않는 "치즈, 얇게 썬 토마토, 마늘, 말린 오레가노, 약간의 녹색 올리브"가 들어간 napolitana 또는 "napo", longaniza 슬라이스가 들어간 calabresa, 얇게 썬 햄과 구운 피망이 들어간 jamon y morrones, 프로볼로네가 들어간 버전, 멸치가 들어간 버전, 팜 하트가 들어간 버전, 다진 삶은 달걀이 들어간 버전 등이 있다. 부에노스아이레스만의 독특한 관습은 피자에 파이나를 곁들여 먹는 것인데, 이는 병아리콩 가루로 만든 팬케이크이다.

### 디저트 피자
디저트 피자와 달콤한 피자는 초콜릿 피자와 과일 피자를 포함하여 다양한 피자 모양의 요리에 사용되는 용어이다. 일부는 전통적인 효모 도우 피자 베이스에 기반하며, 다른 일부는 쿠키 모양의 베이스를 가지고 있으며, 단순히 독특한 베이스와 토핑을 가진 납작한 둥근 모양이라는 점에서 전통적인 피자와 유사하다. 일부 피자 레스토랑에서는 디저트 피자를 제공한다.

## 영양
미국 피자 체인에서 대량 생산되는 일부 피자는 재료의 불균형한 비율로 비판을 받았다. 피자는 소금과 지방 함량이 높고, 칼로리가 높다. USDA는 패스트푸드 체인의 14 in (36 cm) 피자에서 평균 나트륨 함량이 5,100 mg이라고 보고했다.

## 유사한 요리

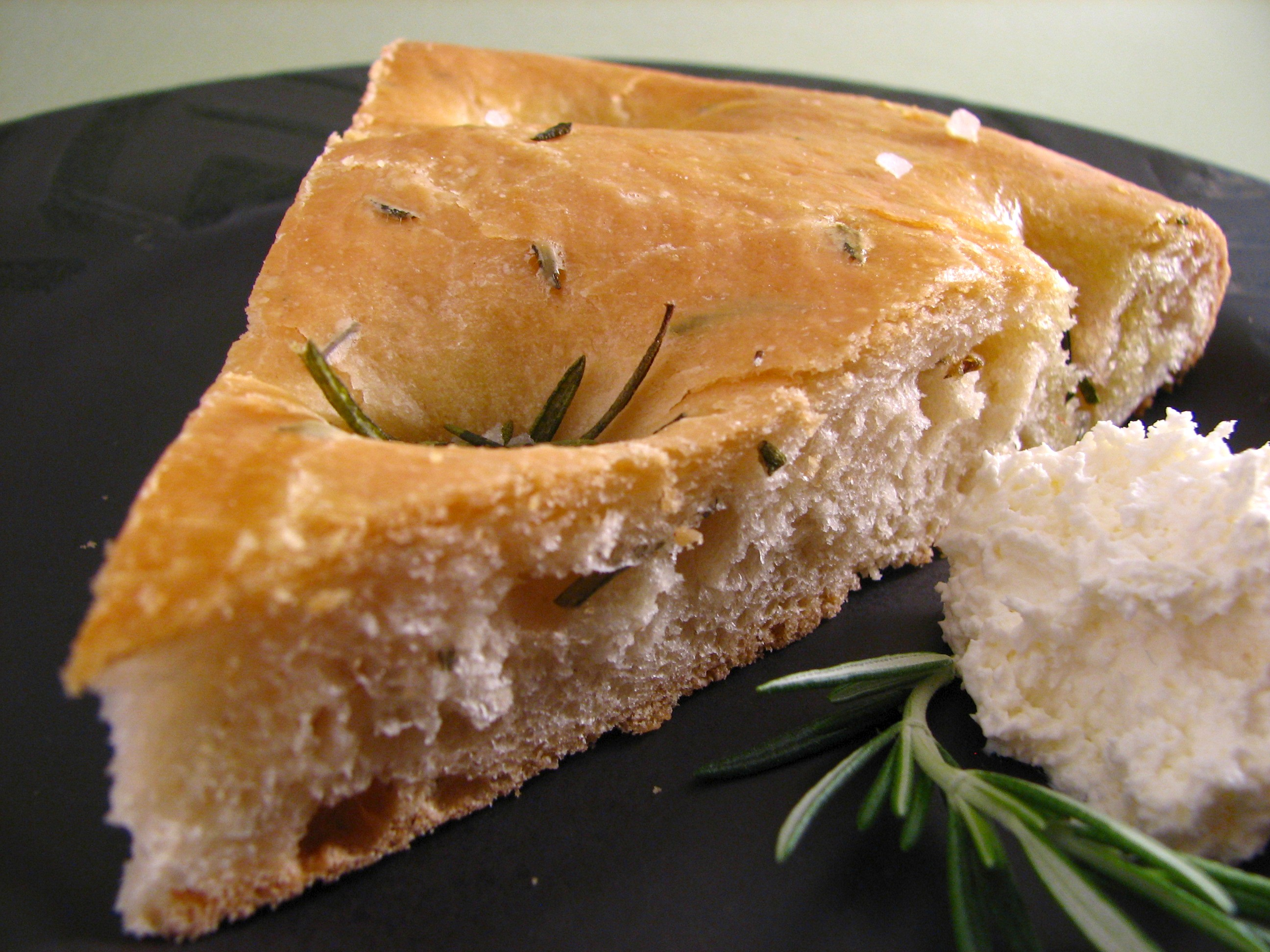
포카차 알 로즈마리노

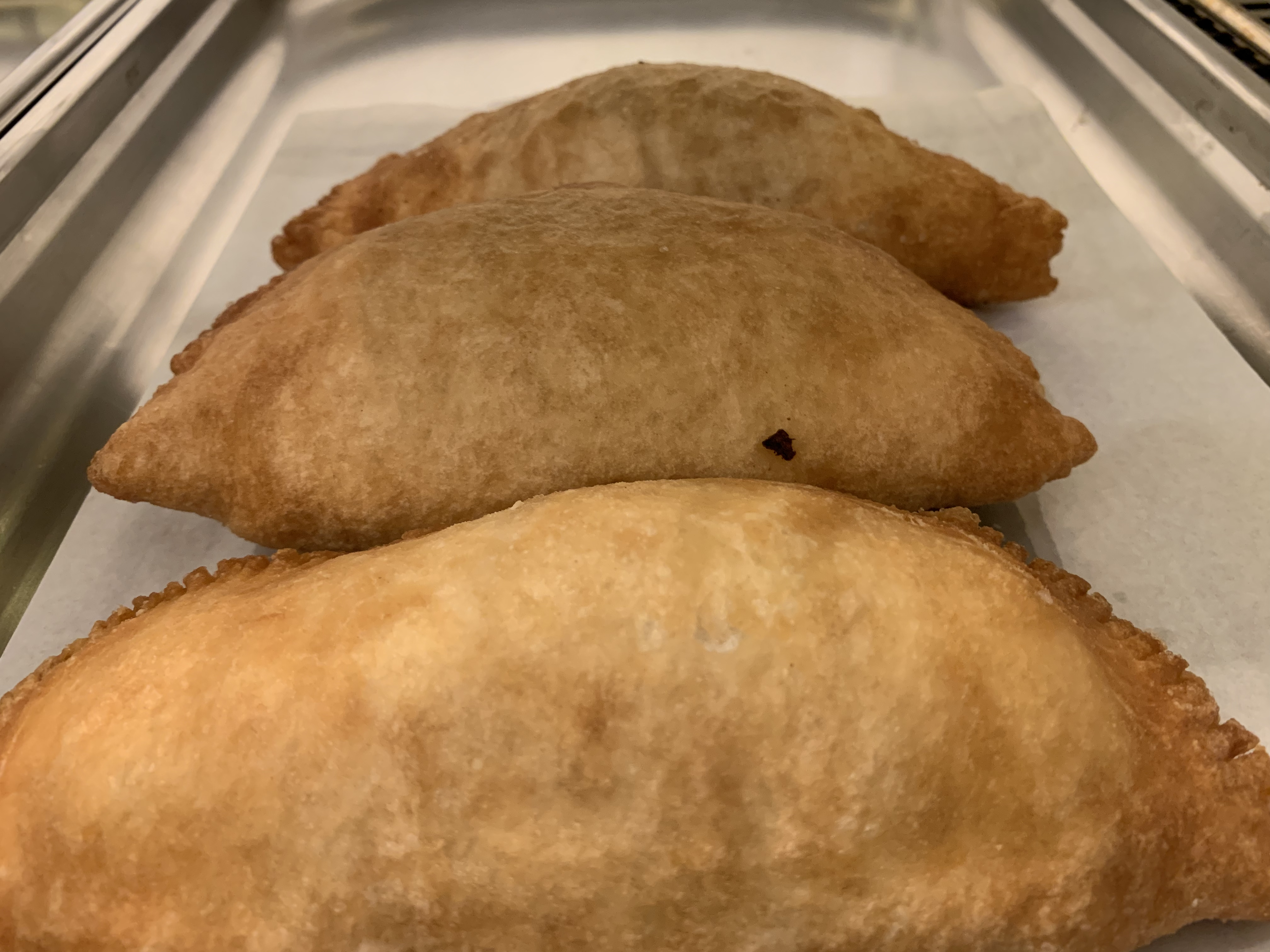
판체로티

- 칼조네와 스트롬볼리는 종종 피자 도우를 접거나 (칼조네) 말아서 (스트롬볼리) 속을 채워 만든 유사한 요리이다.
- 코카는 주로 카탈루냐와 인접 지역에서 소비되는 유사한 요리이지만, 스페인의 다른 지역과 알제리까지 확산되었다. 달콤한 버전과 짭짤한 버전이 있다.
- 파리나타 또는 체치나는 리구리아 (파리나타) 및 토스카나 (체치나)의 지역 요리이다.[90] 종종 화덕에서 구워지며, 일반적으로 무게로 측정하여 조각으로 판매된다.
- 플람퀴슈는 알자스 지역의 특산 요리이다.
- 포카차는 피자와 스타일 및 질감이 유사한 이탈리아의 납작한 발효 오븐 구이 빵이며, 일부 지역에서는 pizza bianca (직역: 하얀 피자)라고 불린다.[91]
- 갈릭 핑거는 피자와 모양과 크기가 유사하며, 유사한 도우로 만든 캐나다 대서양 연안 지역의 요리이다. 녹인 버터, 마늘, 치즈, 때로는 베이컨으로 장식한다.
- 이칠리 피데, 또는 간단히 피데,는 피자와 유사하게 밀가루 기반의 도우에 토마토, 치즈 및 기타 재료를 토핑하고 일반적으로 보트 모양으로 만든 터키 요리이다.
- 하차푸리는 조지아의 치즈로 채워진 빵이다.
- 라흐마준은 다진 고기를 얹은 중동의 납작한 빵으로, 바닥이 매우 얇고 고기 층에는 다진 야채가 포함된 경우가 많다.[92]
- 마나키쉬는 레반트의 납작한 빵 요리이다.
- 마차 피자는 유대인 피자 요리이다.
- 판체로티는 칼조네와 유사하지만 굽는 대신 튀긴다.
- 피아디나는 전통적인 로마냐 지역에서 일반적으로 준비되는 얇은 이탈리아 플랫브레드이다.
- 피살라디에르는 이탈리아 피자와 유사하며, 약간 더 두꺼운 크러스트에 익힌 양파, 멸치, 올리브 토핑이 있다.
- 피자 베이글은 전통적인 피자와 유사한 토핑이 있는 베이글이다.
- 오코노미야키, 종종 "일본 피자"라고 불리는, 뜨거운 판에서 조리하는 일본 요리이다.[93]
- 피자 케이크는 여러 겹의 피자이다.
- 피자 롤은 냉동 간식 제품이다.
- 피자 스트립은 이탈리아계 미국인 원산의 토마토 파이이다.
- 와헤는 스위스의 타르트 종류이다.
- 잔지바르 피자는 탄자니아 잔지바르 스톤타운에서 제공되는 길거리 음식이다. 피자 도우보다 훨씬 얇은 도우를 사용하며, 다진 소고기, 양파, 달걀로 채워 넣는다. 모로코의 바스티야와 유사하다.[94]
- 츠비벨쿠헨은 독일의 양파 타르트로, 종종 다진 베이컨과 캐러웨이 씨와 함께 구워진다.

## 같이 보기
위키미디어 공용에 피자 관련 미디어 분류가 있습니다.
- 피자 치즈
- 피자 배달
- 피자 세이버
- 피자 정리

## 추가 문헌
- Chudgar, Sonya (2012년 3월 22일). “An Expert Guide to World-Class Pizza”. 《QSR Magazine》. 2012년 10월 16일에 확인함.
- Delpha, J.; Oringer, K. (2015). 《Grilled Pizza the Right Way》. Macmillan. ISBN 978-1-62414-106-5.
- Helstosky, Carol (2008). 《Pizza: A Global History》. London: Reaktion Books. ISBN 978-1-86189-391-8. OCLC 225876066.
- Kliman, Todd (2012년 9월 5일). “Easy as pie: A Guide to Regional Pizza”. 《The Washingtonian》. 여덟 가지 피자 스타일 설명: 메릴랜드, 로마, "고메" 나무 연료, 일반 박스형, 뉴욕, 나폴리, 시카고, 뉴 헤이븐.
- Raichlen, Steven (2008). 《The Barbecue! Bible》. Workman Publishing. 381–384쪽. ISBN 978-0761149446.
- “The Saveur Ultimate Guide to Pizza”. 《Saveur》. 2014년 11월 2일에 확인함.